# Lorenzo Boturini Benaduci

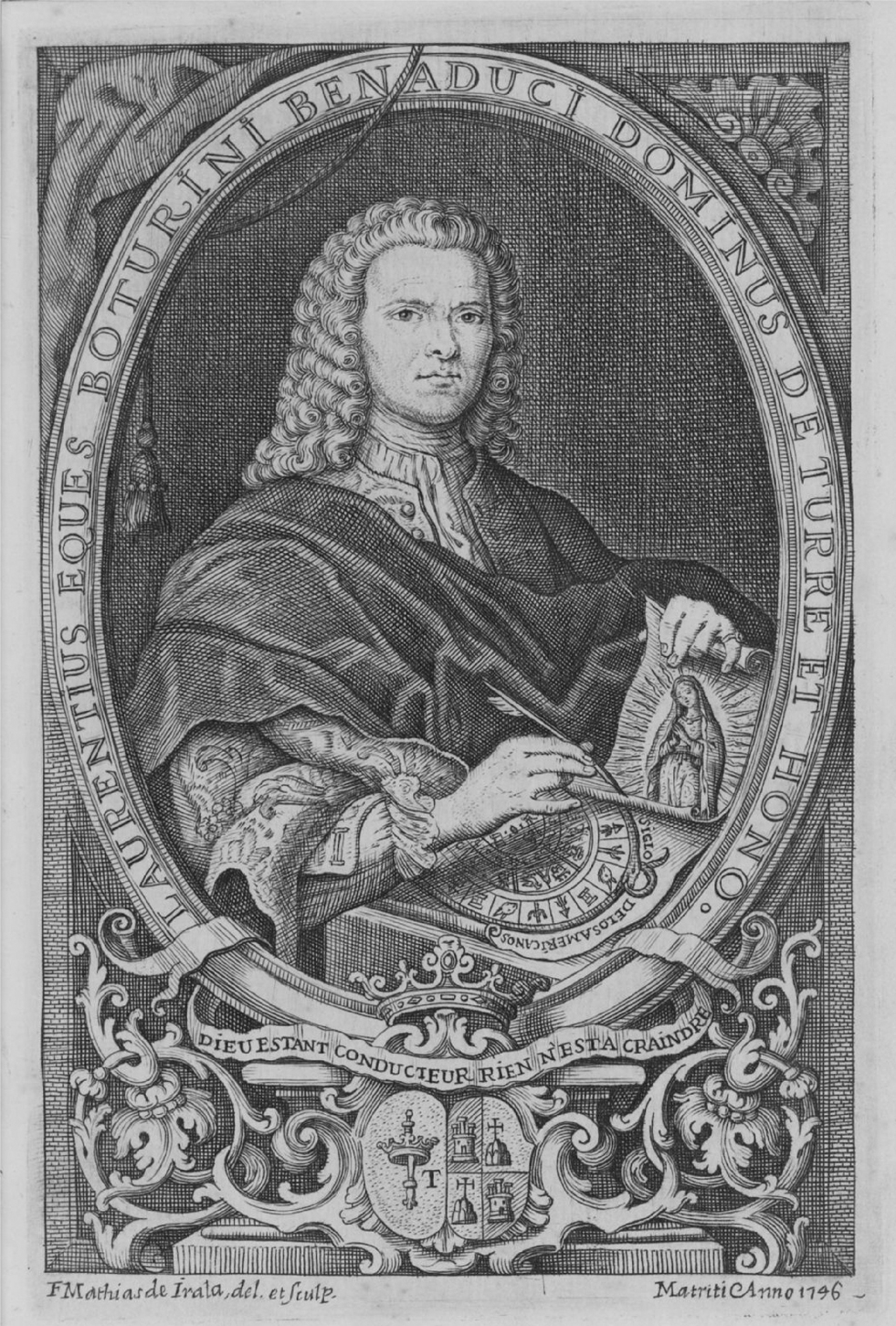
Lorenzo Boturini Benaduci.

Lorenzo Boturini Benaduci (1702–1755) – włoski arystokrata historyk, ojciec meksykańskiej etnografii. Jako kolekcjoner pierwszy zebrał prekolumbijskie manuskrypty, które zostały podzielone i wysłane do wielu bibliotek w europejskich muzeach. 

## Życiorys

### Młodość
Lorenzo Boturini Benaduci urodził się w 1702 roku w Villa de Sondrio w Księstwie Mediolańskim będącym pod panowaniem Hiszpanii. Pochodził z bardzo bogatej i starej rodziny włoskiej. Rodowód jego rodziny liczył sobie ok. 914 lat, wywodzili się z niej liczni arystokraci, książęta, hrabie i markizy. Z powodu wojny Austrii z Hiszpanią, Boturini wyjechał pierwotnie do Portugalii, gdzie królowa zleciła mu wychowywanie infantów. Plany te nie zostały zrealizowane. Po wyjeździe do Hiszpanii otrzymał propozycję od hrabiny Santibanez, doňi Manueli de Oca Silva y Moctezuma, potomkini w prostej linii ostatniego władcy Azteków Montezumy II, by udać się do Meksyku i tam nieść pomoc biednym za pieniądze korony. Otrzymawszy pozwolenie na wjazd do Nowej Hiszpanii udał się tam w roku 1735.

### Nowa Hiszpania
Pierwotnym założeniem misji Lorenzo Boturini było zebranie informacji i dokumentów na temat Najświętszej Panienki z Guadalupe i napisanie jej historii oraz doprowadzenie do jej ukoronowania. Uważano, że dzięki niej w 1737 roku zdarzył się cud i wygasła epidemia ospy. Boturini zaczął podróżować po kraju w poszukiwaniu i dokumentowaniu dokonywanych cudów, jednakże zamiast nich znajdował prekolumbijskie dokumenty. Przez sześć lat zbierał owe dokumenty, by w późniejszym czasie umieścić je w historycznym Muzeum Indiańskim. Jednocześnie nie zaniechał swojego pierwotnego zadania i przed koronacją Najświętszej Panienki, by nadać uroczystościom odpowiedni splendor, zwrócił się listownie do wielu znakomitych osób o datki na ten cel. Te prośby dotarły do dworu wicekróla, Pedra Cebrian y Augustian, który nie krył oburzenia na Boturiniego, jako cudzoziemca zbierającego pieniądze bez pozwolenia korony i Rady Indii. W 1743 roku, czwartego lutego, Boturini z rozkazu króla zostaje osadzony w więzieniu a zebrane przez niego dokumenty skonfiskowane. W sierpniu wicekról nakazał Boturiniemu inwentaryzować zbiory lecz ten, kierując się dumą, odmówił wykonania zadania, za co został wtrącony do gorszego więzienia. Tam pisze wiele listów w swojej obronie, wykazując swoją niewinność i domagając się sprawiedliwości i uwolnienia. W jednym z nich pisał:
:"Nie mogła Wasza Ekscelencja zadać mi większych cierpień, niż pozbawić mnie mojego archiwum historycznego, którego zebranie kosztowało mnie siedem lat ciężkiego wysiłku, wiele chorób i znaczne sumy pieniędzy."

### Historyk Indii Zachodnich
Po kilku miesiącach i po sporządzeniu z pamięci spisu dokumentów, Boturini został odesłany do Hiszpanii. W drodze powrotnej na statku "La Concordia" został napadnięty przez angielskich korsarzy, którzy odebrali mu wszystko co posiadał, włącznie z ubraniem. Z Gibraltaru pieszo dostał się do Kadyksu posiadając przy sobie jedynie naszkicowany manuskrypt "Idea de una nueva Historia General de la America septentrional". Pozostałe dokumenty, które wiózł, zostały prawdopodobnie zniszczone.
W 1750 roku Boturini został zrehabilitowany i mianowany przez Filipa V historykiem Indii Zachodnich. Otrzymał również nakaz powrotu do Nowej Hiszpanii, gdzie miał napisać ponownie jej historię. Zbyt niska pensja otrzymana od króla nie pozwoliła Boturiniemu wypełnić polecenia i do końca życia pozostał w Madrycie, poświęcając się pisaniu o historii. 
Lorenzo Boturini Benaduci zmarł w roku 1755 w Madrycie.

### Spuścizna
Inwentarz, który sporządził Boturini w 1746 roku zawierał ponad 300 dokumentów znalezionych na terenie Nowej Hiszpanii. Każdy następny spis wykazywał mniejszą ich liczbę. Dokumenty były niszczone, kradzione lub rozdawane prywatnym kolekcjonerom. Wiele z manuskryptów zostało wywiezionych z Meksyku do Europy, dzięki m.in. angielskiemu podróżnikowi Williamowi Bullockowi. Przyczynili się do tego także niemiecki rysownik Jean Frederick Waldeck oraz Joseph Marius Alexis Aubin. Pozostałe dokumenty zachowane w Meksyku znajdują się obecnie w narodowym Muzeum Antropologii Meksyku oraz w Bibliotece Narodowej w Paryżu, w Muzeum Brytyjskim, w Berlinie i w bibliotekach amerykańskich.

## Publikacje
- Boturini Benaduci, Lorenzo. Idea de una nueva historia general de la America Septentrional. Fundada sobre material copioso de figuras, Symbolos, Caractères, y Geroglificos, cantares, y Manuscritos de Autores Indios, ultimamente descubiertos. Madryt: Juan de Zuniga, 1746. MA. Sabin 6834.
- Boturini Benaducci, Historia general de la América Septentrional por el caballero Lorenzo Madrid, 1948.
- LEÓN-PORTILLA, Miguel, Humanistas de Mesoamérica II, Lorenzo Boturini Benaduci, Francisco Xavier Clavijero, Ángel María Garibay, México, FCE, 1997.
- Boturini Benaduci, Lorenzo. Idea de una nueva historia general de la America Septentrional. Fundada sobre material copioso de figuras, Symbolos, Caractères, y Geroglificos, cantares, y Manuscritos de Autores Indios, ultimamente descubiertos. Madrid: Juan de Zuniga, 1746. MA. Sabin 6834.